# Убийство человека
«Убийство человека» (англ. The Murder Man) — американский криминальный фильм режиссёра Тима Уэлана, который вышел на экраны в 1935 году.
Фильм рассказывает о расследовании убийства финансиста Хелфорда, который мошенническими методами привлекал средства частных вкладчиков в свой инвестиционный фонд. С помощью талантливого криминального репортёра Стива Грэя (Спенсер Трейси), прозванного специалистом по убийствам, полиция приходит к заключению, что убийство совершил партнёр Хелфорда по имени Мендер. Суд приговаривает его к смертной казни, однако накануне приведения приговора в исполнение Стив сознаётся в том, что это он организовал идеальное убийство с тем, чтобы отомстить бизнесменам за смерть жены и разорение отца, которые вложили свои средства в их фонд.
Критики обратили внимание на то, что это первый фильм Трейси на Metro-Goldwyn-Mayer, положивший начало его 20-летней карьере на этой студии. Фильм также значим кинодебютом Джеймса Стюарта, который до этого сыграл только одну роль в комедийной короткометражке. Кроме того, критики высоко оценили живой темп и неожиданный финал картины, а также интересный взгляд на роль прессы в 1930-е годы, при этом отметив некоторое неправдоподобие сюжета.

## Сюжет
Дж. Спенсер Хэлфорд (Теодор фон Элтц), глава нью-йоркской инвестиционной компании «Хэлфорд энд Мендер» ведёт сомнительные финансовые операции, в частности, с помощью личного обаяния убеждает дам инвестировать крупные средства в свои проекты, после чего объявляет об их провале. Его младший партнёр Генри Мендер (Харви Стивенс) без согласования с шефом, вложил 20 тысяч долларов в ценные бумаги. Рассматривая это как попытку присвоить деньги компании, Хэлфорд требует вернуть их, в противном случае угрожая Мендеру тюрьмой. Вскоре Мендера вызывают в тир, расположенный прямо напротив входа в бизнес-центр, где расположен офис компании. Однако управляющий тиром заявляет Мендеру, что его никто не спрашивал. Тем же вечером одна из клиенток компании Хэлфорда бросается с парома в реку и тонет. После работы Хэлфорд садится на заднее сидение своего открытого лимузина с шофёром и направляется домой. У шикарного небоскрёба, где живёт банкир, шофёр останавливается, обнаруживая Хэлфорда с простреленной головой. Сообщение об убийстве Хэлфорда поступает в полицейское управление, где детективы выдвигают версию, что причиной убийства могла стать одна из многочисленных женщин бизнесмена. Редактор крупной газеты «Дейли Стар» Робинс (Роберт Бэррат), который отвечает за подготовку городских новостей, требует срочно найти своего ведущего криминального журналиста Стива Грея (Спенсер Трейси), которого прозвали специалистом по убийствам. Стив несколько дней назад перестал появляться в редакции, предположительно из-за очередного запоя. С большим трудом с помощью полиции его находят спящим на одной из уличных каруселей. Робинс поручает Стиву взяться за расследование убийства Хэлфорда. Тем временем перед дверями офиса «Хэлфорд энд Мендер» собирается толпа обманутых инвесторов, желающих вернуть вложенные ими деньги. Пройдя в офис компании, Стив подслушивает телефонный разговор Мендера с неким Бернсом, в ходе которого Мендер обещает вернуть 300 тысяч долларов. Когда Грей обвиняет Мендера в том, что их контора грабила людей, тот отвечает, что эти люди инвестировали свои деньги и теряли их на вполне законных основаниях. Затем, в кабинете Хэлфорда Стив выясняет у бухгалтера, что Хэлфорд переводил значительные суммы клиентских денег на свои личные счета. Допрос в офисе показывает, что выстрела, которым был убит Хэлфорд, никто не слышал. Стив высказывает предположение, что выстрела могли не слышать, потому что он раздался из тира. После установления калибра пули выясняется, что она соответствует оружию, которое используется в тире. Секретарша Хэлфорда сообщает полиции, что в предполагаемый момент убийства Мендер как раз выходил на улицу. Следственный эксперимент в тире, который Стив устраивает для капитана полиции Коула (Лайонел Этуилл), показывает, как из тира можно было застрелить Хэлфорда таким образом, чтобы хозяин тира этого даже не заметил. Подозрение в убийстве падает на Мендера, однако полиция не может установить мотив убийства. Вечером Стив идёт вместе с отцом, «Папой» Греем (Уильям Коллиер-старший) в ресторан, где выясняется, что Грей-старший, который работает печатником в «Дейли Стар», вложил все свои накопления в фонд Хэлфорда и прогорел. Кроме того, от Стива некоторое время назад ушла жена Дороти, которая два дня назад покончила с собой, спрыгнув с парома. Детективы вызывают на допрос Мендера, который не может объяснить, что он делал в тире в момент убийства. Кроме того, Стив выясняет, что в случае смерти партнёра Мендер получит страховку в размере 200 тысяч долларов, что полиция считает достаточно веским мотивом для убийства. Хозяин тира опознаёт Мендера как человека, который был в тире в момент убийства, после чего Коул арестовывает его.
В суде показания эксперта по баллистике, хозяина тира и представителя страховой компании убедительно подтверждают версию о том, что это Мендер убил своего партнёра. Когда Мэри Шеннон (Вирджиния Брюс), девушка Стива, которая ведёт в газете колонку романтических советов читателям, выражает сомнение в виновности Мендера, Стив напоминает ей, что Мендер и Хэлферн разорили 7 тысяч человек, в том числе и его отца. В своих показаниях Стив говорит, что слышал разговор Мендера с неким Бёрнсом, где тот сказал, что у него появились деньги, чтобы расплатиться. После того, как суд признаёт Мендера виновным и приговаривает к смертной казни на электрическом стуле, редактор выписывает Стиву премию и даёт две недели отпуска. Стив сразу же направляется в бар, где в одиночку напивается. Мэри, которая влюблена в Стива, переживает, что он окончательно сопьётся. Она находит его, уговаривая уехать за город, чтобы отдохнуть и поработать над книгой. Некоторое время спустя редактор Робинс договаривается с начальником тюрьмы Синг-Синг, где в камере смертников содержится Мендер, сделать интервью с заключённым за несколько часов до его казни. Эту работу Робинс хочет поручить Стиву, которого не было в редакции уже три месяца. Робинс просит Мэри срочно найти Стива и пригласить его на работу. Мэри отказывается говорить, где находится Стив, однако выследивший её газетчик по прозвищу «Шорти» (Джеймс Стюарт) добирается до загородного убежища Стива в багажнике машины Мэри, где уговаривает того взять интервью у Мендера в камере смертников. Стив не обращает внимания на просьбу Мэри не ввязываться в это дело, и едет в Синг-Синг для разговора с Мендером. В тюрьме потерявший свой былой лоск Мендер умоляет Стива спасти его и клянётся, что никого не убивал. Однако Стив заявляет, что он фактически уничтожил жизни многих людей, в том числе из-за него разорился его пожилой отец, а жена покончила жизнь самоубийством. Когда Мендер заявляет, что готов сидеть в тюрьме за присвоение чужих денег и расплачиваться с пострадавшими, но просит сохранить ему жизнь, так как никого не убивал, Стив неожиданно спокойно отвечает «я знаю». Стив возвращается в редакцию, где пишет статью, но затем рвёт её, уходит из редакции, заявляя о своём увольнении, и снова начинает пить. Когда Робинс требует от него закончить работу, Стив обещает ему сделать материал, который «прославит газету». Запершись в кабинете, он надиктовывает историю на диктофон, заканчивая её словами, что это он, спрятавшись в тире, застрелил Хэлфорда. Он отдаёт Мэри цилиндр с записью на расшифровку, которая с ужасом слышит конец истории. Рыдающая Мэри отказывается печатать материал и пытается уничтожить цилиндр. Однако Стив говорит ей, что она хорошая девушка, и очень жаль, что он не встретил её раньше, после чего уезжает в полицию, говоря, что теперь они долго не увидятся. В кабинете Коула Стив сознаётся капитану, что это он застрелил Хэлфоррда. Он рассказывает, как пять лет назад Хэлфорд вышел на его жену, очаровал её и уговорил вложить деньги в один из своих проектов. Вскоре она бросила Стива и отдала все свои деньги Хэлфорду. После того, как Хэлфорд порвал с ней, Дороти покончила с собой, и это стало для Стива последней каплей, заставившей его пойти на убийство Хэлфорда. Далее Стив рассказывает, как подстроил вызов Мендера в тир, чтобы подставить его, как украл из тира ружьё, из которого совершил смертельный выстрела. В полицию приезжают Мэри и Папа Грей, который говорит сыну, что тот «ошибся, но теперь исправился». На прощание Мэри целует Стива и обещает его ждать, а Коул высказывает надежду, что присяжные примут во внимание особые обстоятельства этого дела.

## В ролях
- Спенсер Трейси — Стив Грей
- Вирджиния Брюс — Мэри
- Лайонел Этуилл — капитан Коул
- Харви Стивенс — Генри Мендер
- Роберт Бэррат — Робинс
- Джеймс Стюарт — Шорти
- Уильям Коллиер-младший — «Папа» Грей
- Бобби Уотсон — Кейри Бут
- Уильям Демарест — Ред Мэгуайр
- Джон Шиэн — Свини
- Люсьен Литтлфилд — Рэфферти
- Джордж Чэндлер — Сол Херцбергер
- Фаззи Найт — Бак Хоукинс
- Луиз Хенри — Лиллиан Хоппер
- Роберт Уорик — Колвилл
- Джо Ирвинг — Тони
- Ральф Бушман — Пендлтон

В титрах не указаны
- Стэнли Уильямс — комиссар полиции
- Ирвинг Бейкон — оператор карусели
- Хейни Конклин — секретарь надзирателя

## История создания фильма
Перед выпуском фильм некоторое время проходил под названием «Нечестное алиби».
В статье в «Голливуд Репортер» отмечалось, что первоначально офис Хейса отверг историю фильма, так как она рассматривала тему убийства из мести.
Это была первая картина режиссёра и сценариста Тима Уэлана для студии Metro-Goldwyn-Mayer. Впоследствии он поставил такие разнообразные фильмы, как криминальная драма «Иск за клевету» (1937), британские комедии «Лондонские тротуары» (1938) и «Развод леди Икс» (1938), семейная сказка «Багдадский вор» (1940) и фильм нуар «Ночной кошмар» (1942).
Это был первый фильм Трейси на Metro-Goldwyn-Mayer, который продолжит работать на этой студии в течение последующих 20 лет. Кроме того, фильм стал дебютом в кино для Джеймса Стюарта, который сыграл начинающего репортёра с ироничным именем «Коротышка».
Годом ранее Трейси уже появлялся в комедии MGM под названием «Позёрство» (1934), когда его взяли в аренду у компании Twentieth Century Fox. Генеральному продюсеру MGM Ирвингу Тальбергу понравилось игра Трейси в этом фильме, и он подписал с 35-летним актёром постоянный контракт. Первым фильмом Трейси на MGM должна была стать криминальная драма «Сброд» (1936) вместе с Джин Хэрлоу. Но картина была временно отложена, и тогда студия немедленно поставила Трейси на этот скромный фильм категории В, который был снят за три недели. Как отметил историк кино Джереми Арнольд, «фильм стал крепким началом для Трейси на MGM — и он останется на студии на 20 лет».
Что касается Стюарта, то, по словам Арнольда, когда актёр прибыл из Нью-Йорка на съёмочную площадку MGM, этот фильм уже был в производстве, хотя роль начинающего репортёра по имени Коротышка ещё была свободна. Учитывая, что Стюарт имел рост 191 см, роль очевидно была отдана ему в качестве шутки. Продюсер Гарри Рапф поначалу отверг эту идею (он хотел взять на роль карлика), но, как отмечает Арнольд, «в конце концов директор по кастингу студии Билл Грэйди помог Рапфу увидеть юмор этой ситуации. И таким образом Стюарт дебютировал в роли долговязого, полного энтузиазма охотника за новостями с неподходящим прозвищем». Стюарт был шокирован, когда впервые увидел себя на экране в этом фильме, заявив: «Там были только руки и ноги. Я как будто не знал, что с ними делать». Позднее Стюарт вспоминал: «Я подписал контракт с MGM, даже не взглянув в него — его было невозможно прочитать. Контракт был рассчитан на три месяца. Позднее я узнал, что это был один из тех контрактов с опцией на следующие три месяца и так далее. Другими словами, они получали тебя на всю жизнь. Мой контракт прервала война. Дело не в том, что мне хотелось уйти. Я получал огромное удовольствие». Арнольд пишет, что на самом деле, максимальная продолжительность контракта Стюарта составляла семь лет.
Как далее указывает Арнольд, «на съёмочной площадке между Стюартом и Трейси завязалась дружба на всю жизнь». Как позднее вспоминал Трейси, он дал Стюарту первый актёрский совет: «Я сказал ему забыть про камеру. Это всё, что было ему нужно. В первой же сцене он показал, что у него уже есть всё, что нужно». Пройдёт ещё три месяца, прежде чем Стюарт получит следующую роль в фильме на MGM. Чтобы чем-то его занять, студия направила его в спортивный зал. Одновременно Стюарт стал брать уроки пилотирования и научился сам управлять самолётом. Позднее он самостоятельно летал домой в Пенсильванию, используя для навигации железнодорожные пути. Несмотря на взаимную симпатию, следующий раз Трейси и Стюарт сыграли вместе лишь 14 лет спустя в приключенческом триллере «Малайя» (1949).

## Оценка фильма критикой
Фильм добился заметного коммерческого успеха в прокате. Вместе с тем, после выхода на экраны обозреватель «Нью-Йорк Таймс» Фрэнк С. Ньюджент невысоко оценил картину, отнеся её по уровню «между просто приличной и посредственной». По мнению Ньюджента, «одним из крупных недостатков этой детективной мелодрамы» является то, что она «задерживает свой ударный момент слишком надолго». В итоге драматическое обострение к концу фильма резко диссонирует с «тягомотностью и статичностью первых трёх четвертей фильма… И хотя развязка поразительна и вполне обоснованна, она не может компенсировать упомянутую выше медленность картины». Касаясь актёрской игры, критик отмечает, что «Трейси, всегда интересного актёра, можно было увидеть и в более выигрышных ролях, а от остальных исполнителей требуется настолько мало, что их работа не заслуживает комментария».
Современные историки кино оценивают картину более позитивно. В частности, Деннис Шварц назвал её «живой криминальной драмой категории В», которая «хотя и слабовата в плане правдоподобия, но увлекательна». Кроме того, она даёт «интересную картину былой эпохи, когда четвёртая власть воспринимала себя столь серьёзно, и когда существовало много прибыльных газет, ведущих борьбу за тиражи». Джереми Арнольд также назвал картину «оживлённым фильмом категории В», о котором сегодня помнят прежде всего потому, что это первый фильм Трейси по его контракту с MGM и кинодебют Джеймса Стюарта. Далее он пишет, что после выхода картины «по крайней мере, один критик из The New York Herald Tribune обратил внимание на талант Стюарта и вспомнил о его театральных работах», написав: «Этот восхитительный театральный молодой человек Джеймс Стюарт, который был настолько хорош в спектакле „Жёлтая лихорадка“, здесь попусту расходуется в эпизодической роли, с которой он справляется со свойственным ему очаровательным мастерством».